# Mache dich, mein Geist, bereit, BWV 115

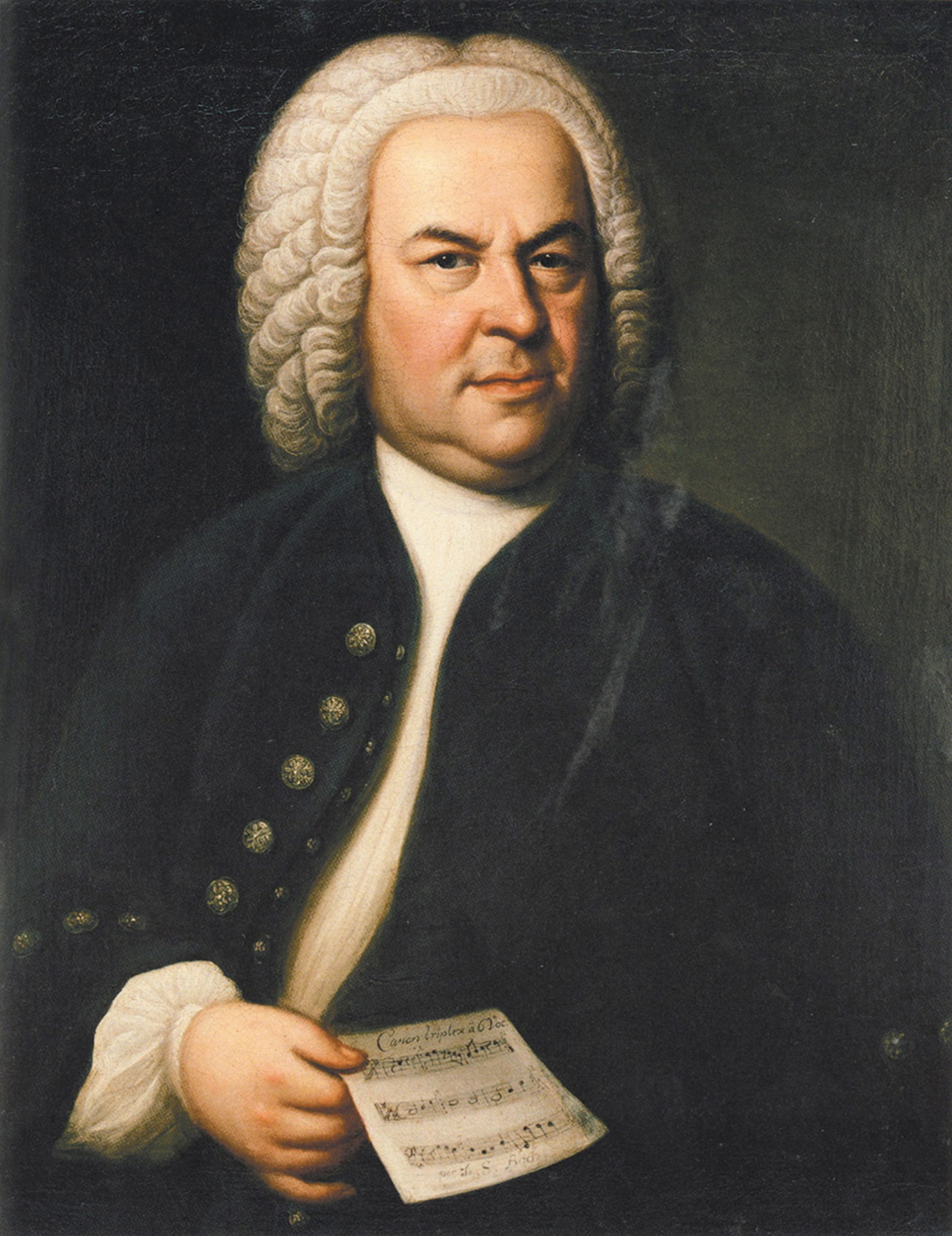
Johann Sebastian Bach, compositor de la cantata.

Mache dich, mein Geist, bereit, BWV 115 (en español, Prepárate, espíritu mío) es una cantata de iglesia compuesta por Johann Sebastian Bach en Leipzig para el vigesimosegundo domingo después de la Trinidad y la interpretó por primera vez el 5 de noviembre de 1724. La cantata coral se basa en un himno de Johann Burchard Freystein de 1695.

## Historia y texto
Bach compuso la cantata en su segundo año como Thomaskantor en Leipzig para el vigesimosegundo  domingo después de Trinidad. Ese año, Bach compuso un ciclo de cantatas corales, que comenzó el primer domingo después de la Trinidad de 1724. Las lecturas prescritas para el domingo eran de la Epístola a los filipenses, agradecimiento y oración por la congregación en Filipo (Filipenses 1:3-11), y del Evangelio de Mateo, la parábola del siervo que no perdona (Mateo 18:23-35).
La cantata se basa en un himno de diez estancias de Johann Burchard Freystein de 1695, que amplía un único tema relacionado con el Evangelio: prepárate con la conciencia y la oración para la llegada del Señor. Un poeta desconocido retuvo la primera y la última estancia como los movimientos primero y sexto de la cantata. Derivó los movimientos internos como una secuencia de arias y recitativos alternos de las estancias internas y usó la estancia dos para el segundo movimiento, las estancias tres a seis para el tercero, la séptima para el cuarto, manteniendo las dos primeras líneas sin cambios, y las estancias octava y novena para el movimiento quinto. La coral se canta con la melodía anónima de «Straf mich nicht in deinem Zorn» (1681).
Bach interpretó la cantata por primera vez el 5 de noviembre de 1724.

## Partitura y estructura
La cantata consta de seis movimientos y está compuesta para cuatro solistas vocales (soprano, alto, tenor y bajo), coro a cuatro voces, trompa para doblar la soprano en la coral, flauta travesera, oboe de amor, dos violines, viola, violonchelo, flautín y bajo continuo.
1. Coral: Mache dich, mein Geist, bereit
2. Aria (alto): Ach schläfrige Seele, wie? ruhest du noch?
3. Recitativo (bajo): Gott, so vor deine Seele wacht
4. Aria (soprano): Bete aber auch dabei
5. Recitativo (tenor): Er sehnet sich nach unserm Schreien
6. Coral: Drum so laßt uns immerdar

## Música
La coral de apertura es una fantasía coral en forma de pasacalle. Los instrumentos interpretan música de cámara concertante independiente, a tres partes, la flauta, el oboe de amor y las cuerdas al unísono. La soprano canta la melodía como un cantus firmus, las voces más graves se establecen en parte en imitación, en parte homofónicas. El aria alto «Ach schläfrige Seele, wie? ruhest du noch?» (Oh, alma dormida, ¿todavía estás descansando?) comienza, como señala Klaus Hofmann, «como una escena musical de sueño de un tipo que podría haber adornado cualquier ópera de la época». Marcada como adagio, el oboe de amor toca un solo en ritmo siciliano, que lleva a una «nota larga, pacífica, cuasi-dormida». La advertencia del texto de estar alerta («El castigo podría despertarte de repente y, si no estabas alerta, ocultarte en el sueño de la muerte eterna») aparece en la sección central contrastante, marcada como allegro.
En el aria de soprano «Bete aber auch dabei» (Pero también hay que rezar), flauta y violonchelo piccolo tocan música de cámara, a la que el solo añade una «cantinela noble». La coral de cierre es un arreglo de cuatro partes de la llamada final: «Por tanto, estemos siempre alerta, supliquemos y oremos».

## Grabaciones
- Bach Cantatas Vol. 5 – Sundays after Trinity II', Karl Richter, Münchener Bach-Chor, Münchener Bach-Orchester, Edith Mathis, Trudeliese Schmidt, Ernst Haefliger, Peter Schreier, Dietrich Fischer-Dieskau, Archiv Produktion 1978
- J. S. Bach: Das Kantatenwerk · Complete Cantatas · Les Cantates, Folge / Vol. 29 – BWV 115-117, 119, Nikolaus Harnoncourt, Tölzer Knabenchor, Concentus Musicus Wien, soloist of the Tölzer Knabenchor, Paul Esswood, Kurt Equiluz, Philippe Huttenlocher, Teldec 1979
- Die Bach Kantate Vol. 57, Helmuth Rilling, Gächinger Kantorei, Bach-Collegium Stuttgart, Arleen Augér, Helen Watts, Lutz-Michael Harder, Wolfgang Schöne, Hänssler 1980
- J. S. Bach: Cantatas with Violoncelle Piccolo, Christophe Coin, Das Leipziger Concerto Vocale, Ensemble Baroque de Limoges, Barbara Schlick, Andreas Scholl, Christoph Prégardien, Gotthold Schwarz, Auvidis Astrée 1993
- J. S. Bach: Complete Cantatas Vol. 11, Ton Koopman, Amsterdam Baroque Orchestra & Choir, Lisa Larsson, Annette Markert, Christoph Prégardien, Klaus Mertens, Antoine Marchand 1999
- Bach Edition Vol. 11 – Cantatas Vol. 5, Pieter Jan Leusink, Holland Boys Choir, Netherlands Bach Collegium, Marjon Strijk, Sytse Buwalda, Nico van der Meel, Bas Ramselaar, Brilliant Classics 1999
- Bach Cantatas Vol. 12: Tooting/Winchester / For the 22nd Sunday after Trinity, John Eliot Gardiner, Monteverdi Choir, English Baroque Soloists, Joanne Lunn, Robin Tyson, James Gilchrist, Peter Harvey, Soli Deo Gloria 2000
- J. S. Bach: Cantatas Vol. 27 – Cantatas from Leipzig 1724 – BWV 5, 80, 115, Masaaki Suzuki, Bach Collegium Japan, Susanne Rydén, Pascal Bertin, Gerd Türk, Peter Kooy, BIS 2003